# Prionus linsleyi
Prionus linsleyi är en skalbaggsart som beskrevs av Hovore 1981. Prionus linsleyi ingår i släktet Prionus och familjen långhorningar. Inga underarter finns listade i Catalogue of Life.